# Csaja Mihály
Csaja Mihály (Budapest, 1953. szeptember 5. – Kistarcsa, 2014.) labdarúgó, hátvéd.

## Pályafutása
A Ferencváros csapatában mutatkozott az élvonalban 1976. szeptember 25-én a Békéscsaba ellen, ahol 1–1-es döntetlen született. Tagja volt az 1976-os magyar kupa-győztes és az 1976–77-es idény bronzérmes csapatának. Utolsó élvonalbeli mérkőzésen a Videoton együttesétől 2–0-ra kikapott csapata. 1977 nyarán igazolt az NB I-ből kiesett Dorogi AC csapatához, ahol végig játszotta az 1977–78-as bajnoki évadot, majd a szezon végén távozott.

## Sikerei, díjai
- Magyar bajnokság
  - 3.: 1976–77
- Magyar kupa (MNK)
  - győztes: 1976